# Aloe johannis
Aloe johannis ist eine Pflanzenart der Gattung der Aloen in der Unterfamilie der Affodillgewächse (Asphodeloideae). Das Artepitheton johannis ehrt den griechischen Versicherungsvertreter und Botaniker John Jacob Lavranos.

## Beschreibung

### Vegetative Merkmale
Aloe johannis wächst stammbildend und verzweigt an der Basis und darüber. Die niederliegenden Stämme erreichen eine Länge von 10 bis 50 Zentimeter. Die sieben bis zwölf gebogen-aufsteigenden Laubblätter sind verlängert deltoid. Die glänzend dunkelgrüne oder bei direkter Sonneneinstrahlung bräunlich rote Blattspreite ist 15 bis 30 Zentimeter lang, an der Basis 2 bis 4 Zentimeter breit und 1,5 Zentimeter dick. Sie erweitert sich auf eine Breite von 2,5 bis 4,5 Zentimeter und verschmälert sich zu einer gerundeten, stachelförmigen Spitze. Die weißlichen oder rötlichen Zähne am Blattrand sind 1 Millimeter lang und stehen 5 Millimeter voneinander entfernt.

### Blütenstände und Blüten
Der Blütenstand erreicht eine Länge von 30 bis 60 Zentimeter. Die bis zu drei, dichten, kopfigen bis fast kopfigen Trauben bestehen aus 15 bis 30 Blüten. Die rosafarbenen, eiförmig-spitzen Brakteen weisen eine Länge von 5 Millimeter auf und sind 4 Millimeter breit. Die verlängert glockenförmige, gelben Blüten sind im Knospenstadium rötlich. Sie stehen an 10 bis 11 Millimeter langen, rötlichen, mehr oder weniger horizontalen Blütenstielen. Die Blüten sind 25 Millimeter lang. Auf Höhe des Fruchtknotens weisen die Blüten einen Durchmesser von 4 Millimeter auf. Darüber sind sie zur Mündung auf 7 Millimeter erweitert. Ihre äußeren Perigonblätter sind fast nicht miteinander verwachsen. Die Staubblätter und der Griffel ragen 2 bis 3 Millimeter aus der Blüte heraus.

## Systematik und Verbreitung
Aloe johannis ist auf Madagaskar auf Quarzitfelsen in Höhen von etwa 1930 Metern verbreitet. Die Art ist nur aus dem Gebiet des Typusfundortes bekannt.
Die Erstbeschreibung durch Jean-Bernard Castillon wurde 2006 veröffentlicht.

## Nachweise